# 弗拉基米尔·维克托罗维奇·基谢廖夫
弗拉基米尔·维克托罗维奇·基谢廖夫（俄语：Владимир Викторович Киселёв；1957年1月1日—2021年1月7日），苏联铅球运动员，1980年获铅球奥运会冠军和苏联体育大师荣誉称号。在莫斯科的这次奥运会上他创造了铅球世界纪录，这个记录维持了6年。
弗拉基米尔1957年1月1日出生于克麦罗沃州的梅斯基。同年随父母移居乌克兰波尔塔瓦州的克列缅丘格。1969年以来，他在克列缅丘格的体育社团“先锋队”接受训练。1974年，他成为苏联国家队的一员。1975年，随苏联青年队前往德克萨斯州奥斯汀访问，这是他首次访美。他们和美国成年队一起训练，弗拉基米尔还得到了一块象征性的奖牌。州长和市长许诺基谢廖夫可以住在奥斯汀，成为荣誉市民，但被他谢绝。
1978年，他成为欧洲青年冠军，并在1979年创造了两项室内记录。1980年获得奥运会金牌。并作为苏联国家队的一员发表演讲。他参加了100多场国际比赛，其中70场获得冠军。曾多次出访美国、加拿大、墨西哥、瑞典、奥地利、希腊、意大利、德国、罗马尼亚等国，分别在53岁和57岁两度成为老年组世界冠军。
1996年，他成为克列缅丘格荣誉市民。晚年的基谢廖夫长期患有重病，2021年1月7日因病去世。